# Serra de les Maioles
La Serra de les Maioles és una serra situada al municipi de Rubió a la comarca de l'Anoia, amb una elevació màxima de 859 metres. La Serra de les Maioles forma part de la Serra de Rubió.
Per aquesta serra hi ha la carretera BV-1031 d'Igualada a Els Prats de Rei, anomenada ''Les Maioles'' on el Moto Club Igualada hi organitza anualment la Pujada a les Maioles, puntuable per al Campionat de Catalunya de ral·lis.
Una part de la Serra de les Maioles està ocupada pel Parc eòlic de Rubió.